# Леодегарий
Леодегарий (также Леодегарий Отёнский и Леодегарий Пиктавийский; лат. Leodegarius, фр. Léger, ок. 615 — 2 октября 679) — епископ Отёна (в Бургундии), принявший мученическую смерть. Известен как сын святой Сиграды и брат святого Гаэрина.
Леодегарий был противником Эброина, франкского майордома Нейстрии и предводителем одной из фракций бургундской знати. За перенесённые пытки и казнь провозглашён святым мучеником.

## Биография
Сын знатного бургундского дворянина Бодилона, графа Пуатье и Парижа, и святой Сиграды Эльзасской, которая позже стала монахиней в монастыре Святой Марии в Суассоне. Брат Гаэрина.
Детство провёл в Париже при дворе Хлотаря II, короля франков, получил образование в придворной школе. Позже был отправлен в Пуатье, где с давних пор была кафедральная школа, для обучения у своего дяди по материнской линии, Дезидерия (Дидона), епископа Пуатье. В двадцать лет был посвящён дядей в архидиаконы.
Вскоре после этого Леодегарий стал священником, а в 650 году, с позволения епископа, стал монахом в монастыре Святого Максенция в Пуату. Вскоре он был избран аббатом и начал реформы, в том числе ввёл бенедиктинский устав.
Около 656 года Леодегарий был вызван к нейстрийскому двору вдовствующей королевой Батхильдой для оказания помощи в управлении объединёнными королевствами и участия в обучении её детей. Затем, в 659 году, он был возведен на кафедру Отёна в Бургундии; тогда он снова занялся реформаторской деятельностью и провёл собор в Отёне в 661 году. Собор осудил манихейство. Реформы Леодегария касались светского духовенства и религиозных общин; он также построил в городе три баптистерия. Была расширена и украшена церковь святого Назера, создан приют для неимущих. Леодегарий также отремонтировал общественные здания и восстановил старые римские стены Отёна. Его высокое положение в Отёне сделало его предводителем среди франко-бургундской знати.
Леодегарий стал одним из лидеров оппозиции против Эброина, майордома Нейстрии. Эброин обвинил его перед королем Хлотарем III, но король умер в 673 году, когда суд ещё не был окончен. Эброин тогда воевал на престол младшего брата Хлотаря, Теодориха III. Поскольку майордом не давал дворянам Нейстрии и Бургундии доступа к королю, они призвали среднего брата, Хильдерика II, который был королем Австразии с 662 года, а теперь взял на себя правление также над Нейстрией и Бургундией. Эброин был сослан в Люксёй, а Теодорих отправлен в Сен-Дени.
Леодегарий, поддерживавший эти изменения, вскоре вступил в конфликт с новым королём, поскольку тот окружил себя советниками из Австразии. Епископ также осудил неканоническую женитьбу короля на его двоюродной сестре Билихильде. Оказавшись проигравшей стороной в наследственном споре, король сослал в Люксёй также и Леодегария.
Когда в 675 году Хильдерих II был убит в Бонди недовольным франком, Теодорих III был провозглашен королем Нейстрии, а Леудезий был назначен его майордомом. Эброин воспользовался неразберихой, чтобы сбежать из Люксёя и поспешить ко двору. Вскоре Эброин убил Леудезия и снова стал майордомом, оставаясь непримиримым врагом Леодегария.
Около 675 года герцог Шампани, епископ Шалон-сюр-Марнский и епископ Валансский, подстрекаемые Эброином, напали на Отён, и Леодегарий попал в их руки. По настоянию Эброина Леодегару выкололи глаза, прижгли глазницы и отрезали язык. Несколько лет спустя Эброин убедил короля, что Хильдерих был убит по подстрекательству Леодегария. Епископа снова схватили и после ложного суда низложили и приговорили к дальнейшей ссылке в Фекане в Нормандии. Около Сарцинга (вероятно, близ Сен-Леже в департаменте Па-де-Кале) его по приказу Эброина отвели в лес и обезглавили.
Сохранилось сомнительное завещание, составленное во время Отёнского собора, а также акты собора. Сохранилось также письмо, которое Леодегарий отправил своей матери после того, как был искалечен.
В 782 году его мощи были перенесены из места его смерти, Сарцинга в Артуа, в место написания его самого раннего жития — аббатство Святого Максенция (Сен-Мексан) близ Пуатье. Позднее их перевезли в Рен, а оттуда в Эбрёй, место получило в его честь название Сен-Леже. Части мощей до сих пор хранятся в соборе Отёна и Большой семинарии Суассона. В 1458 году кардинал Жеан Ролен, епископ Отёна, постановил, что его день должен отмечаться как обязательный праздник.
Источниками его биографии являются два ранних жития (Passio Leudegarii I и II), взятые из одного утерянного источника, а также два более поздних (одно из них в стихах).

## В культуре
Исторически среди богатых британских торговцев существовал обычай продавать в мае, проводить лето за пределами Лондона, а затем возвращаться в день святого Леже. Это породило поговорку, используемую в отношении финансовых торговых рынков: Sell in May and go away, and come on back on St. Leger's Day («Продавай в мае и уезжай, а возвращайся в День святого Леже»).
Святой покровитель города и кантона Люцерна (см. Церковь святого Леодегарда), а также городов Отёна, Гебвиллера и Мурбаха.